# 曼努埃尔·塞拉亚
何塞·曼努埃爾·塞拉亞·羅薩萊斯（西班牙語：José Manuel Zelaya Rosales；1952年9月20日—），洪都拉斯政治人物，自2006年1月27日起出任洪都拉斯總統。2009年6月28日洪都拉斯軍方發動政變，塞拉亞被軍方押送出境，最高法院隨後罷免其總統職位。

## 出任總統
2005年11月27日，塞拉亞代表洪都拉斯自由黨在大选中擊敗代表洪都拉斯國民黨的波尔菲里奥·洛沃當選總統。

## 軍事政變
塞拉亞計劃在2009年6月28日舉行修憲公決投票，建議容許總統連任，但遭到政治派系反對，認為他藉修憲爭取連任，最高法庭裁定全民公決違法。2009年6月28日，公投前一個小時，軍方將塞拉亞帶離總統府，押送至首都近郊一座空軍基地 ，又將塞拉亞驅逐出境。哥斯達黎加安排專機予塞拉亞，平安抵達哥國，但並未向哥國尋求政治庇護。他在哥國發表講話，表示自己被部分軍人綁架，呼籲民眾抵抗發動政變的人。
國會隨後召開緊急會議，表決接納塞拉亞辭職。最高法院亦宣布，罷免塞拉亞，並指軍方拘押及驅逐塞拉亞獲得法院授權，屬於合法行為。
2009年11月29日改選總統前，總統職務暫由國會議長罗伯托·米切莱蒂（Roberto Micheletti）代理。

## 後續
塞拉亞後來回到洪都拉斯，成為自由和重建領導人，并于2014年当选奥兰乔省国会议员，任期4年。自由和重建党推派塞拉亚的妻子希奥玛拉·卡斯特罗參加2013年和2021年洪都拉斯總統選舉。2021年12月1日，希奥玛拉·卡斯特罗赢得洪都拉斯总统大选，成为洪都拉斯历史上首位女性总统。